# Масерија Манкузи (Потенца)
Масерија Манкузи (итал. Masseria Mancusi) је насеље у Италији у округу Потенца, региону Базиликата.
Према процени из 2011. у насељу је живело 31 становника. Насеље се налази на надморској висини од 870 м.